# 소나무재선충
소나무재선충(소나무材線蟲)은 소나무, 잣나무, 해송 등의 소나무과 식물에 기생해 나무를 갉아먹는 선충이다. 솔수염하늘소, 북방수염하늘소 등 매개충에 기생하며 매개충을 통해 나무에 옮는다.
일본, 중국, 타이완, 대한민국, 포르투갈, 스페인에서 출현했으며, 소나무에 특히 치명적인 심각한 해충이다.
2005년 5월 소나무재선충병 방제특별법이 제정되었다.

## 역사
일본의 소나무 폐사는 1905년 나가사키현에서 야노 무네모토(矢野宗幹)에 의해 처음 보고되었다.
이 선충은 미합중국 루이지애나주에 서식하는 대왕소나무 (Pinus palustris)의 목재에서 처음 발견되었다. 슈타이너와 버러는 이 선충을 신종으로 보고했으며, 1934년에 아펠렌코이데스 크실로필루스(Aphelenchoides xylophilus)라는 학명을 붙였다. 1969년, 일본의 식물병리학자인 기요하라 토모야(清原友也)와 도쿠시게 요잔(徳重陽山)은 일본 규슈 주변의 고사한 소나무에서 많은 수의 낯선 선충을 발견했다. 그 후, 그들은 건전한 소나무와 다른 침엽수에 이 선충을 실험 접종하고 관찰했다. 건전한 소나무들 중 특히 소나무(Pinus densiflora)와 곰솔(P. tunbergii)이 고사했다. 그러나 방크스소나무(P. banksiana), 테다소나무(P. taeda), 삼나무(Cryptomeria japonica), 그리고 편백(Chamaecyparis obtusa)은 살아남았다. 1971년, 연구진은 이 병원성 선충이 일본 내 소나무류의 높은 폐사율의 주 원인인 것으로 결론을 맺었다.
1972년, 마미야 야스하루(真宮靖治)와 키요하라는 이 선충을 신종으로 착각하여 부르사펠렌쿠스 리그니콜로우스(Bursaphelenchus lignicolous)로 명명했다. 1981년에 행한 재분류에서는 미국과 일본에서 발견된 이 선충들의 학명을 B. 크실로필루스(B. xylophilus)로 통합했다.
소나무재선충의 전염은 특히 온난건조한 여름이 있는 일본에서 발생했다.
1970년대 후반~1980년대에 재선충은 일본을 제외한 중국, 대만, 대한민국 등의 다른 동아시아 국가들로 퍼져나갔으며, 이후 포르투갈과 스페인 등의 유럽국가에서도 이 선충이 발견되었다. 포르투갈의 숲은 특히 큰 영향을 받았는데, 이는 숲 전체의 거의 2/3를 차지하는 프랑스해안소나무가 이 선충에 취약하기 때문이다. 1990년대에는 멕시코 및 나이지리아에서 이 선충의 추가 확산이 보고되었다.
선충의 전세계 확산에는 사람의 활동 중 감염 목재 수출, 그리고 기후 변화와 생태 교란을 포함한 여러 가지 요인들이 기여해 있다.

## 형태
소나무재선충속의 종들은 형태가 서로 비슷하기 때문에 구분이 어렵다. 분자 분석을 통해 한정단편길이 다형성 (RFLP)와 같은 양성 식별을 할 수 있다.
소나무재선충은 구분되는 세 가지 특징이 있다. 수컷의 교접자는 끝이 원반형 쿠쿨러스 두건 구조물 안에 있는 납작한 형태이고, 외음순은 부채 모양이며 암컷의 꼬리는 둥글다.

## 생태

### 생활환
소나무재선충은 전형적인 선충의 생활환을 지니는데, 4번의 유체 단계와 성징이 발달하는 성체 단계가 있다. 생활환 중 균식 단계는 건강한 나무보다는 고사목나 죽어가는 나무에서 발생하며, 그 안에서 살아가며 곰팡이를 먹는다. 이 선충은 스스로 나무 밖으로 이동할 수 없기 때문에 매개충을 통해 이동해야 한다.
소나무재선충은 알려진 기생성 선충 중에서도 가장 짧은 수명을 가지고 있다. 곰팡이 배지를 이용한 실험실 연구에서는 수명이 단 4일밖에 되지 않는다. 자연에서는 여름에 가장 빠르게 번식하여 많은 개체를 생산하며,  감수성인 소나무의 수지관, 줄기, 가지, 뿌리로 퍼진다. 살아있는 나무 세포가 더 이상 존재하지 않으면 수지관에서 자라는 균사를 먹고 번식해 생존한다. 가을과 겨울 동안 활동하지 않는 대신, 소나무 안에서 월동을 한다.

### 소화
2009년 키쿠치 등의 논문에서는 셀룰로스 결합 단백질 일부가 예측된다. 이는 기주식물들의 익스팬신과 유사하다.

### 매개충
소나무 고사목에서 재선충이 검출될 때마다 솔수염하늘소도 마찬가지로 빈번히 발견되었으며, 이는 선충의 중요한 매개체임을 증명하며 선충이 소나무류 건전주에 감염된다는 것을 뜻한다. 성충이 어린 소나무 가지를 먹으면 선충이 딱정벌레에서 떨어져 건전주를 감염시킨다.
소나무재선충은 나무좀 등의 곤충들을 통해 퍼지며, 보통 수염하늘소속과 관련이 있다. 솔수염하늘소들은 죽은 나무의 수피에 산란한다. 자라는 유충은 나무를 먹으며, 나무 속 비어있는 공간 안에서 용화한다. 재선충의 3령 유체는 솔수염하늘소의 번데기 주변의 빈 공간에 모여 4령으로 탈피한 후 솔수염하늘소 성충의 기관으로 침투한다. 이 전파 과정에서 솔수염하늘소는 재선충을 다른 나무로 옮기는 역할을 한다.

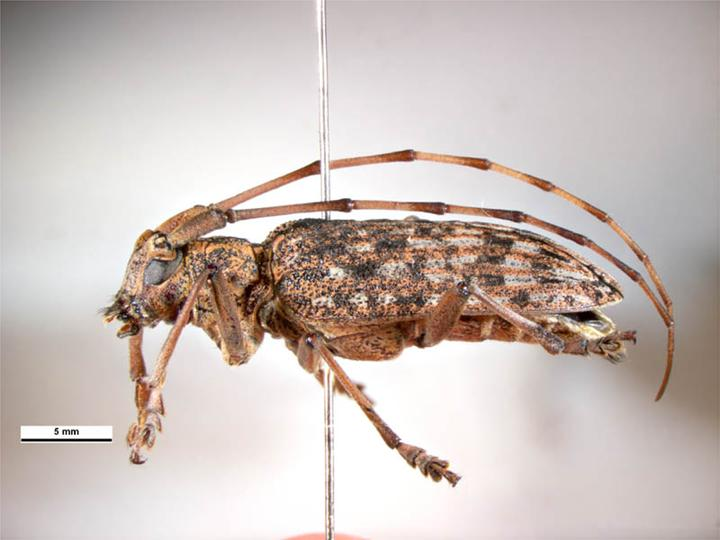
일본 및 대한민국의 주요 매개충인 솔수염하늘소
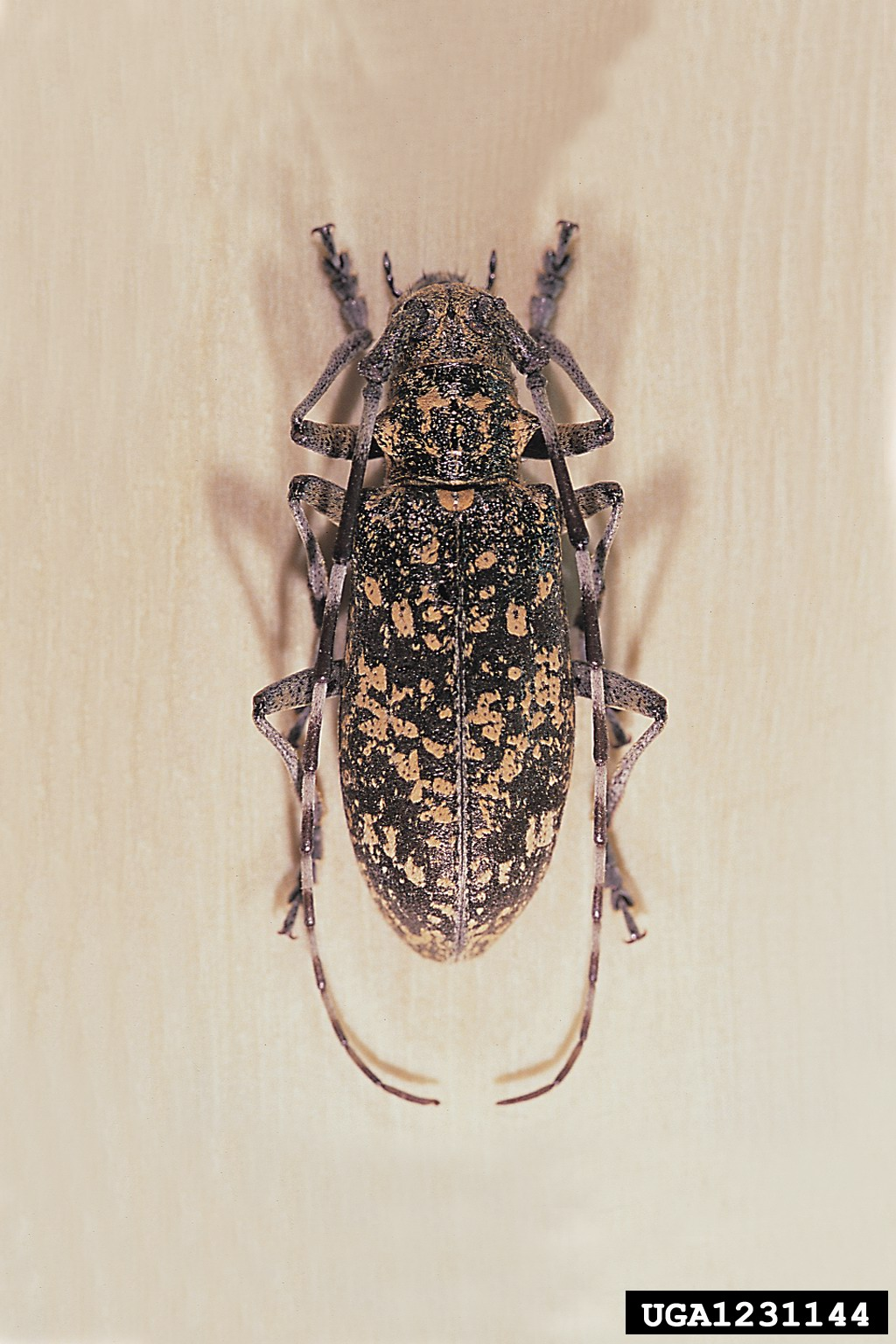
일본 및 대한민국의 또다른 매개충인 북방수염하늘소
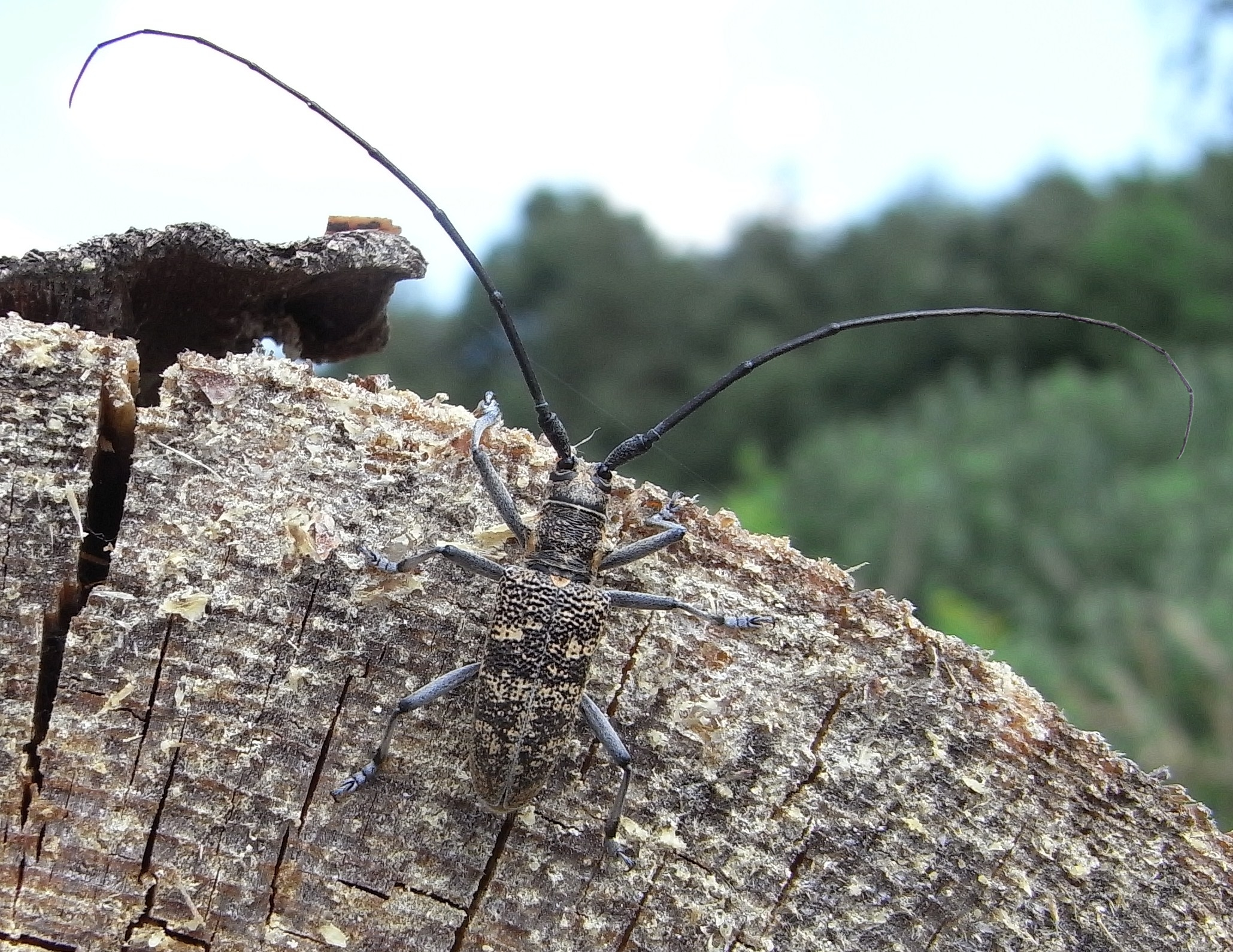
유럽의 주요 매개충인 M. galloprovincialis

## 소나무재선충병의 기작과 전파
초기 선충 감염에서 소나무 고사까지의 기작은 완전히 알려지지 않았다. 소나무류의 죽음은 소나무재선충이 나무의 물을 흡수를 저해시키면서 발생한다. 이 선충이 만든 작은 공기방울이 물관부 조직에 공기 색전을 일으켜 물의 움직임을 방해한다. 이 색전 현상은 전충제를 만들지 못하게 하거나 선충 또는 소나무의 세포로 막히게 한다. 공동화와 비가역적 색전 현상의 원인은 완전히 파악되지 않았다. 1차 전파 시 솔수염하늘소가 감수성이 있는 기주성 소나무를 먹을 때, 소나무재선충은 나무에 들어가 수지구를 따라 배열된 상피 세포를 먹는다. 이를 선충의 식세포 단계라고 하며, 이는 소나무재선충병을 초래한다. 감염된 나무의 조직에서 수분 수송이 중단되며, 이 병은 최소 몇 주 내에 나타날 수 있다. 병징으로는 잎의 갈변이나 잎의 황변 등이 있으며, 나무는 2~3개월 이내로 고사할 수 있다.

### 저항 등급
1982년 후루노의 논문에서는 일본 숲의 소나무 임분을 관찰해 소나무재선충에 대한 저항성 순위를 매겼다. 고저항성 소나무 종은 성목에서는 거의 발생하지 않거나 죽지 않으나, 수세가 약한 묘목이나 어린나무의 경우에서 발생한다. 2023년 김양길 외 7인의 연구 논문에서도 소나무속 6종(곰솔, 잣나무, 소나무, 섬잣나무, 리기테다소나무(P. rigida × P. taeda), 스트로브잣나무)의 묘목을 이용한 소나무재선충병에 대한 저항성 및 감수성 실험을 통해 이들 소나무류의 저항성을 확인한 바가 있다.
고저항성
대만소나무, 대왕소나무, 리기다소나무, 슬래시소나무, 테다소나무
중간저항성
로지폴소나무, 만주곰솔, 말꼬리소나무, 미국적송, 방크스소나무, 스트로브잣나무, P. thumb×P. masso
중간감수성
구주소나무, 그렉소나무, 라디에타소나무, 몬티콜라잣나무, 백송, 섬잣나무, 소나무, 프랑스해안소나무, 폰데로사소나무, P. strobiformis, P. rudis, P. pseudostrobus, P. oocarpa
고감수성
가시소나무, 곰솔, 류큐소나무, 무고소나무, 유럽흑송, 잣나무, 치와와소나무, 카시소나무

## 대한민국에서의 피해
대한민국에서는 부산의 금정산에서 최초로 피해가 발생했는데, 일본에서 부산동물원 사육 목적으로 들여온 일본원숭이의 운반상자에 소나무재선충에 감염된 솔수염하늘소가 매복해 있었을 것으로 추정한다. 주로 남부 지방의 곰솔 및 소나무에서 발생하였다. 2006년부터는 새로운 매개충인 북방수염하늘소를 통해 중부지방의 잣나무에도 전파되기 시작했다.
2006년 기준으로 대한민국에서는 재선충에 감염된 소나무를 베고, 방제와 비닐덮기를 해서 재선충의 확산을 막고 있다. 88년 부산 금정산에서 처음 발생한 이래 매년 피해면적이 증가하여 2007년 2월 9개 시·도 55개 시·군·구까지 확산하였다. 2014년, 제주 및 경북 영주, 경주, 서울시까지 확산되었으며 2015년 1월, 환경운동단체 녹색연합은 확산 속도가 이 상태로 유지된다면, 3년내 소나무가 멸종되리라는 전망을 보였다.

## 방제
약품을 비행기로 살포하는 방법으로 솔수염하늘소를 방제하며 감염된 소나무를 모두 벌채해야한다. (벌채한 나무는 태우거나 직경 2.5cm 미만의 조각(칩)으로 파 쇄해 펄프 재료등으로 사용한다) 그리고 벌채한 지역의 나무뿌리도 재선충이 남아있으므로 그대로 방치해두면 안된다. 때문에 그루터기에 정제 형태의 훈증약제인 인화늄 정제(알루미늄 포스파이드, 분자식 : AlP, 상표명 : 에피흄)를 뿌린 뒤 비닐로 덮어 씌워 완전히 박멸해야 한다. 하지만 재선충에 감염된 후 증상이 나타나기까지의 잠복기간 동안에는 감염여부 확인이 불가능하기에 방제하기가 어려운 점이 있다.

## 사진첩

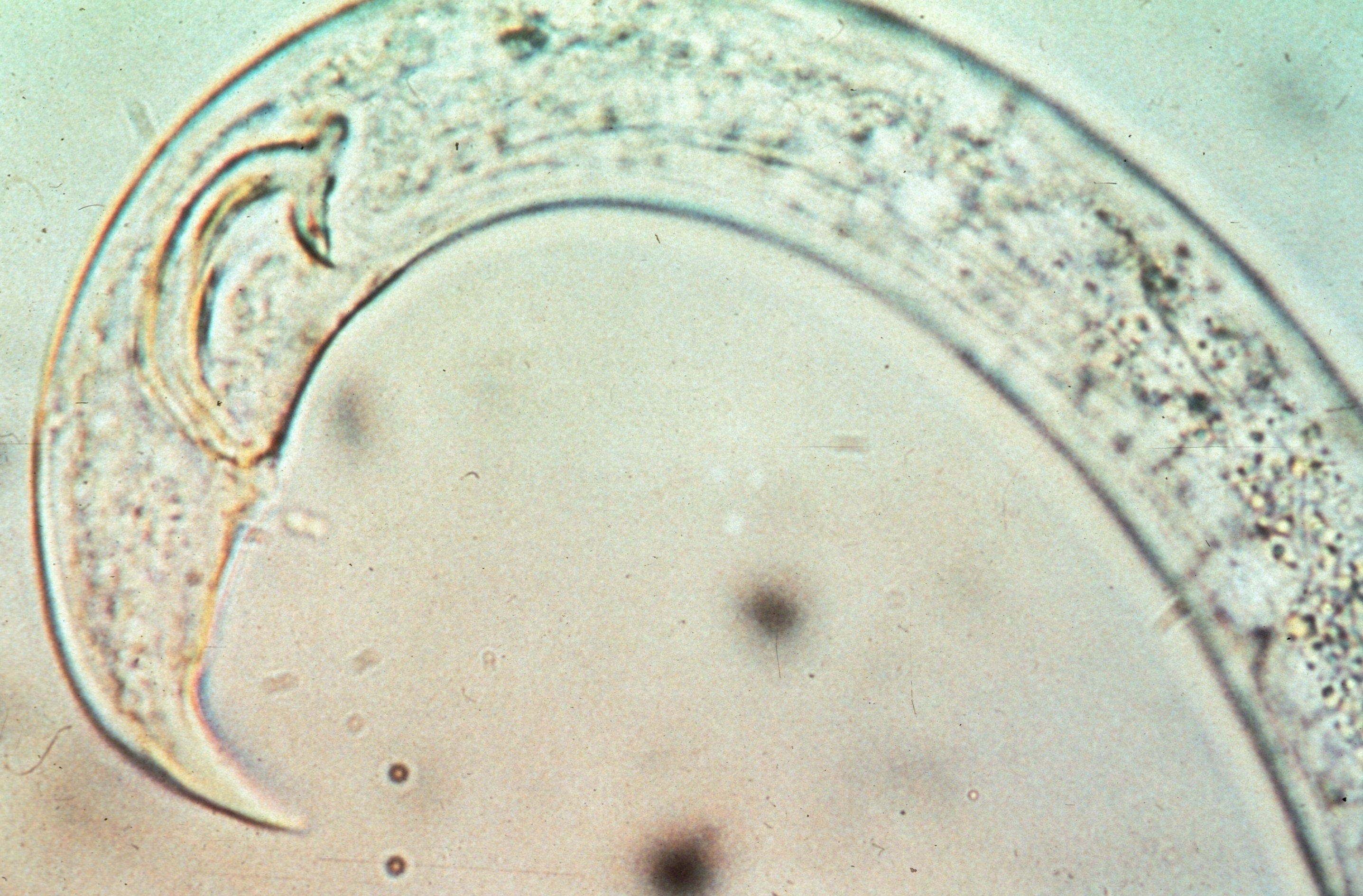
수컷의 뾰족한 꼬리 끝
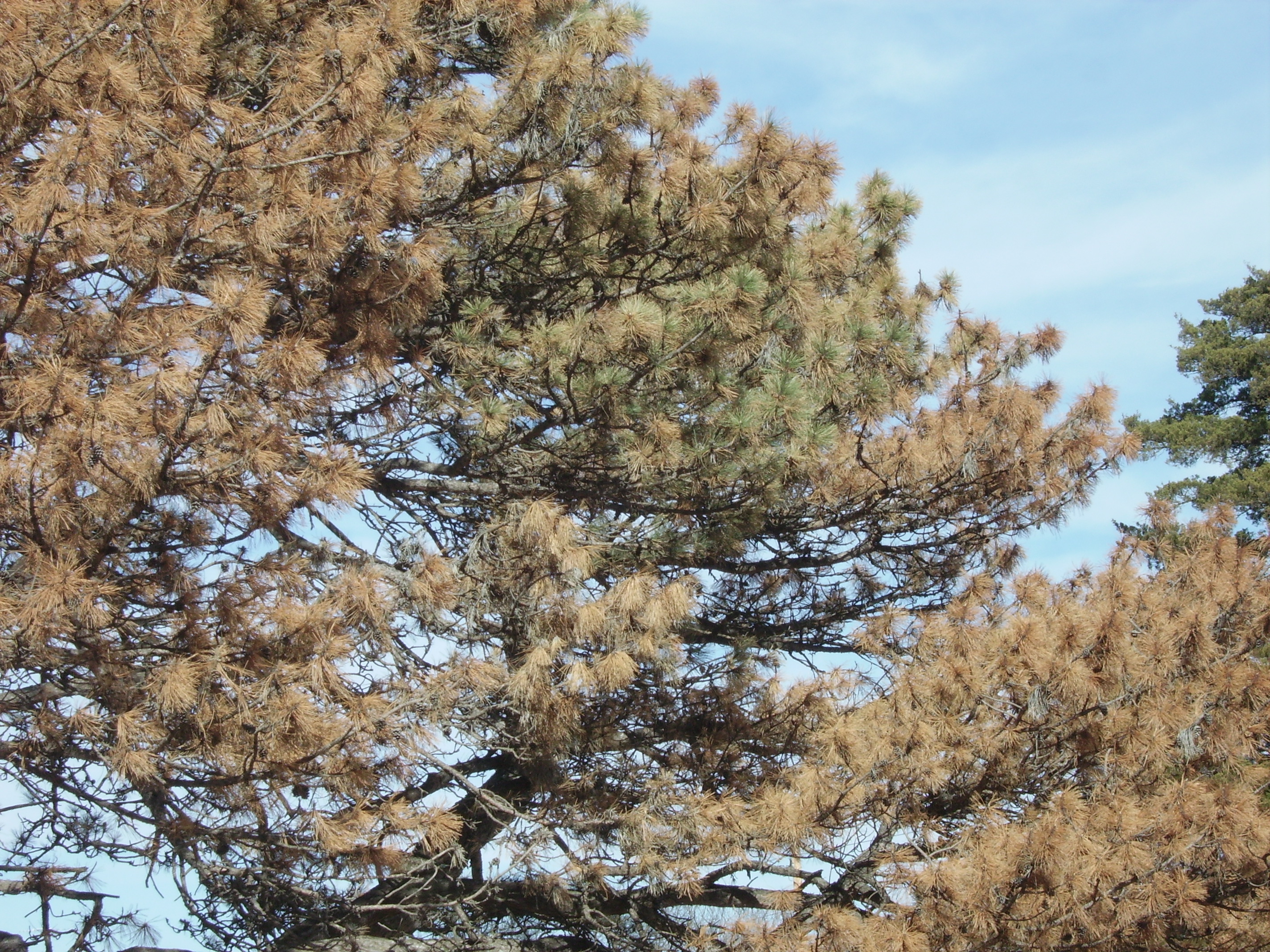
소나무재선충병에 걸린 유럽흑송
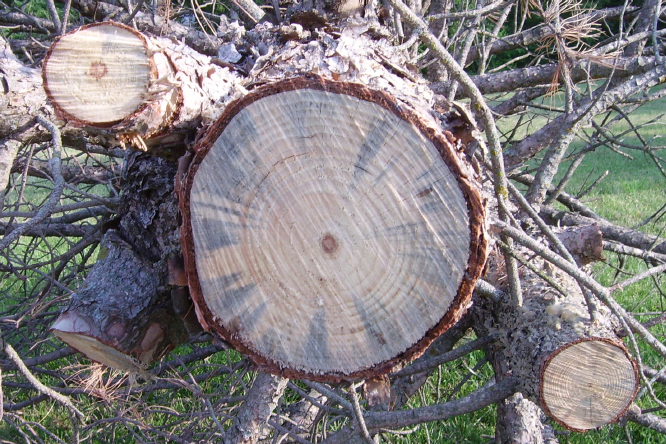
감염된 유럽흑송의 단면
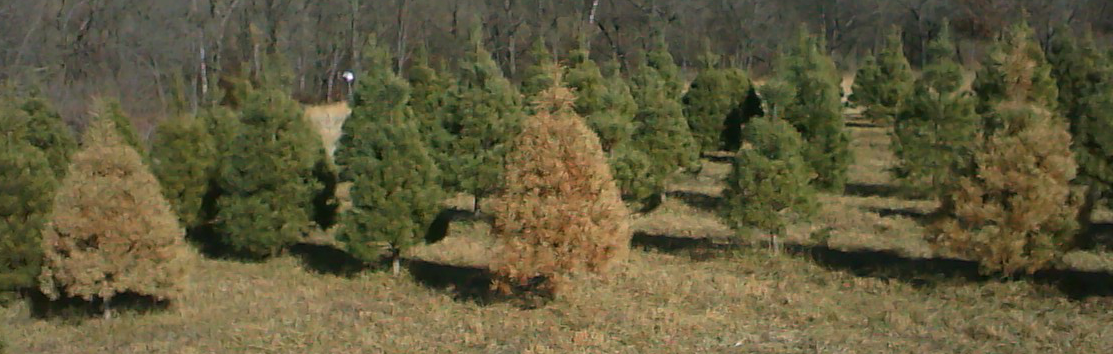
크리스마스 트리 묘목장에 있는 감염된 구주소나무들

## 같이 보기
- 솔수염하늘소
- 북방수염하늘소
- 소나무
- 잣나무